# Ponte della Sanità

Le Ponte della Sanità  est un pont qui enjambe le quartier de La Sanità à Naples. Son nom officiel est Ponte Maddalena Cerasuolo, pour honorer Cerasuolo, ouvrière antifasciste qui participa activement à l'insurrection populaire napolitaine contre l'armée allemande en 1943.

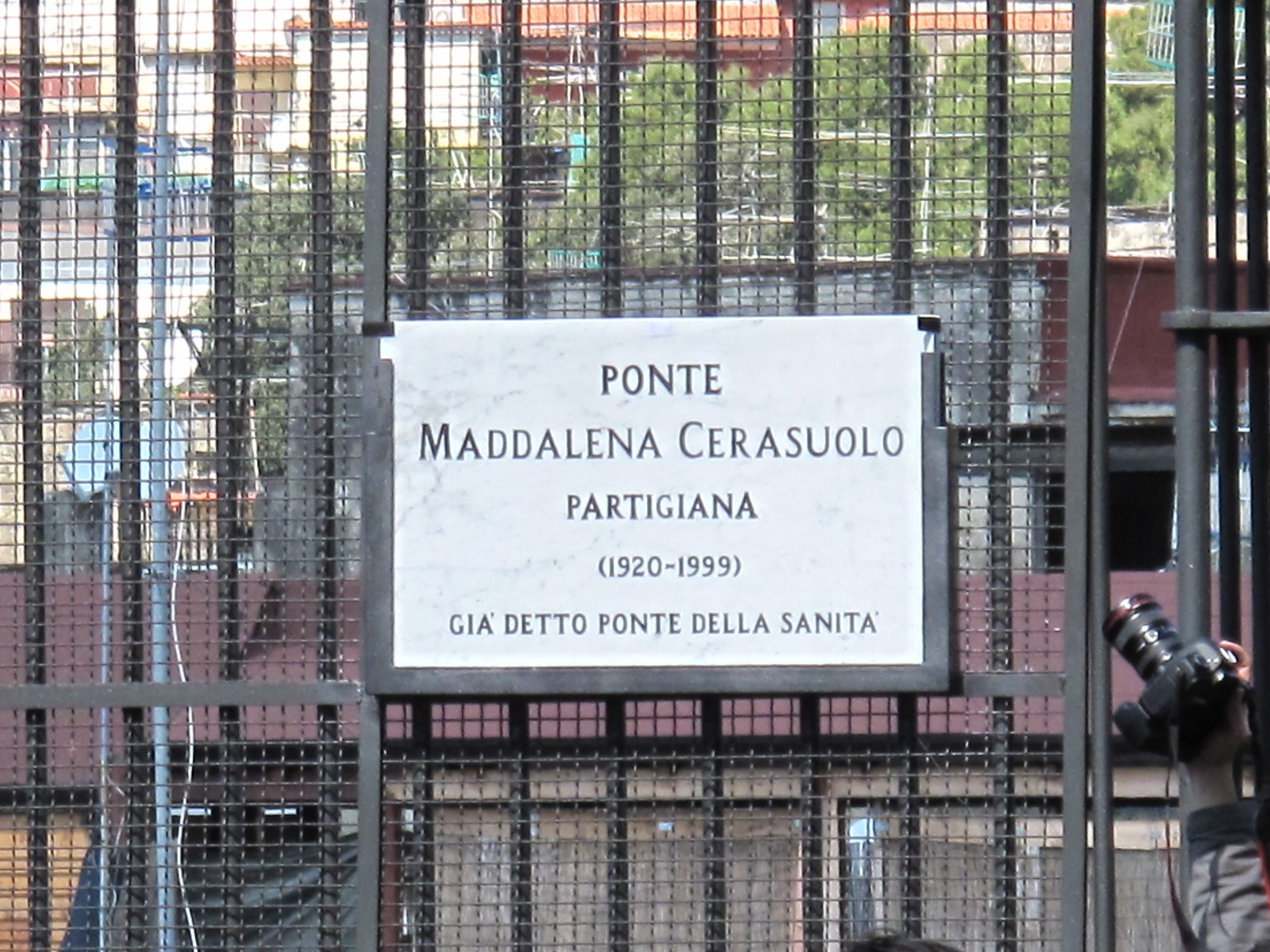
Plaque de dédication du pont

Le pont de 118 mètres de long unit la rue Via Santa Teresa degli Scalzi et le Cours Amedeo di Savoia. Ces deux voies portèrent le nom de Cours Napoléon pendant quelques années, jusqu'à la restauration de Bourbons à la tête du royaume de Naples. La construction de ce pont modifia profondément le quartier.

## Histoire
En 1738, le roi Charles III avait décidé la construction d'un pavillon de chasse sur une colline de Naples, puis celle du palais royal de Capodimonte au même endroit. Cette situation posait un problème d'accès: le palais n'était rejoignable que par une longue montée suivant des rues tortueuses et un vallon.
Pendant la période française du royaume de Naples napoléonien, Joseph Bonaparte ordonna la construction d'une voie directe (le Cours Napoléon) allant de la colline vers le sud de la ville. L'acte fut signé par Miot, ministre de l'intérieur. Le projet fut confié à l'architecte napolitain Nicola Leandro. Le pont fut commencé et terminé en un temps record (1808-1809) pendant la période de Murat.
Le plus gros obstacle était la présence du complexe de la basilique Santa Maria della Sanità,
en particulier ses cloîtres réalisés au début du XVIIe siècle par l'architecte Giuseppe Nuvolo.
Le problème fut résolu par la destruction du monastère. Le plus grand cloître fut démoli, le plus petit, de forme ovale inhabituelle, fut défiguré par les piles du pont reposant sur son sol.
| Plan de la basilique, cloître ovale (nº 22) |  | Piles du pont dans le cloître |  | Partie visible du cloître ovale |
| Plan de la basilique, cloître ovale (nº 22) |  | Piles du pont dans le cloître |  | Partie visible du cloître ovale |

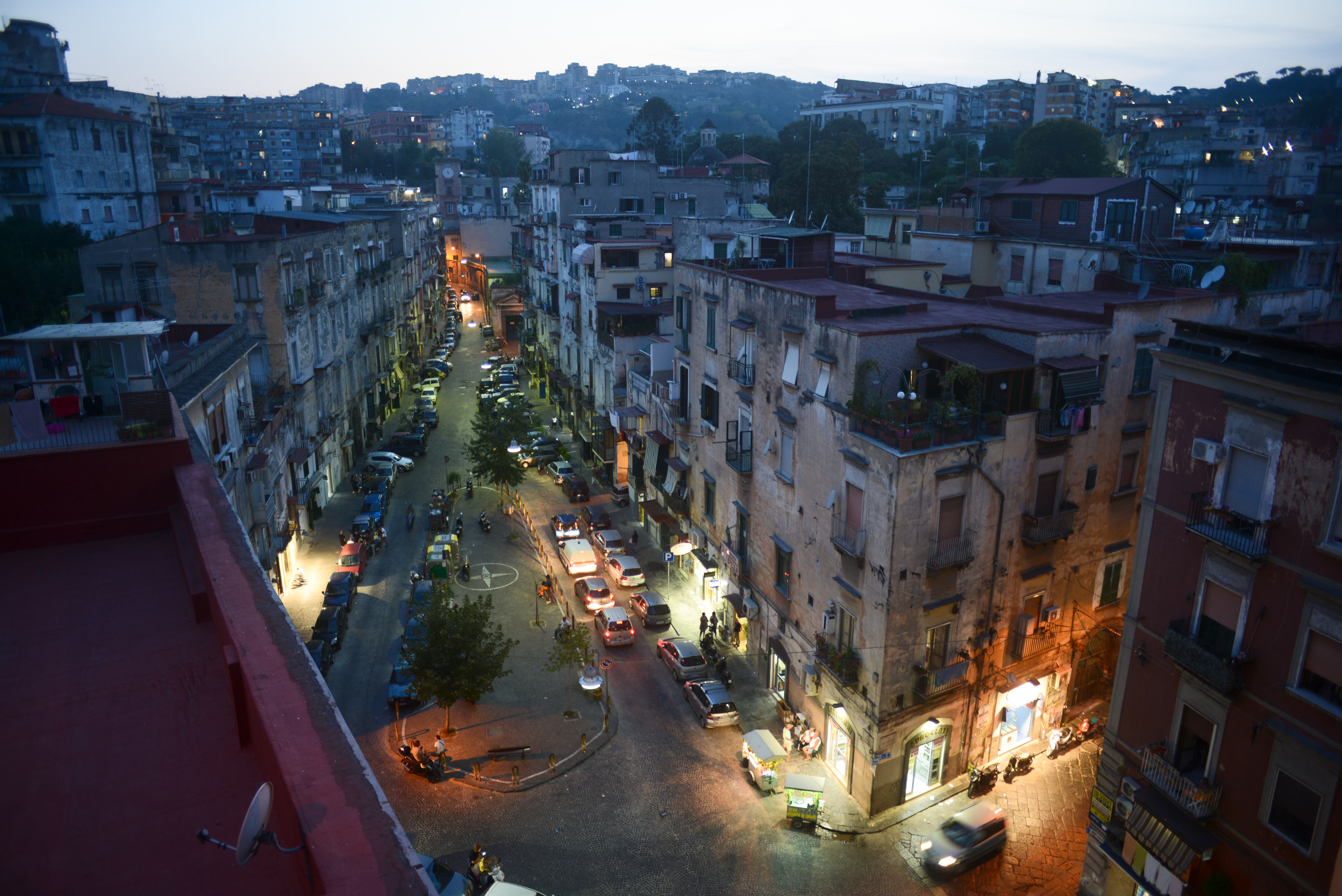
Le quartier vu du pont

Le pont a joué un rôle pendant la révolte de 1943. Il avait été prévu de le miner pour couper l'accès au nord de la ville. Un groupe de partisans, dont Maddalena Cerasuolo, le sauva de la destruction.
Une des conséquences de la présence de ce pont est que le quartier de La Sanità s'en est trouvé isolé du reste de la ville, ce qui explique en partie qu'il soit resté un des quartiers les plus authentiques de Naples.

## Structure
Le pont compte 6 arcades égales. Celles des extrémités sont cachées par les constructions qui s'y sont installées, utilisant les piles comme murs.
En 1937, une colonne d'ascenseur fut construite contre une des piles. L'ascenseur permet de passer rapidement du pont à la rue Via della Sanità, 22 mètres plus bas.

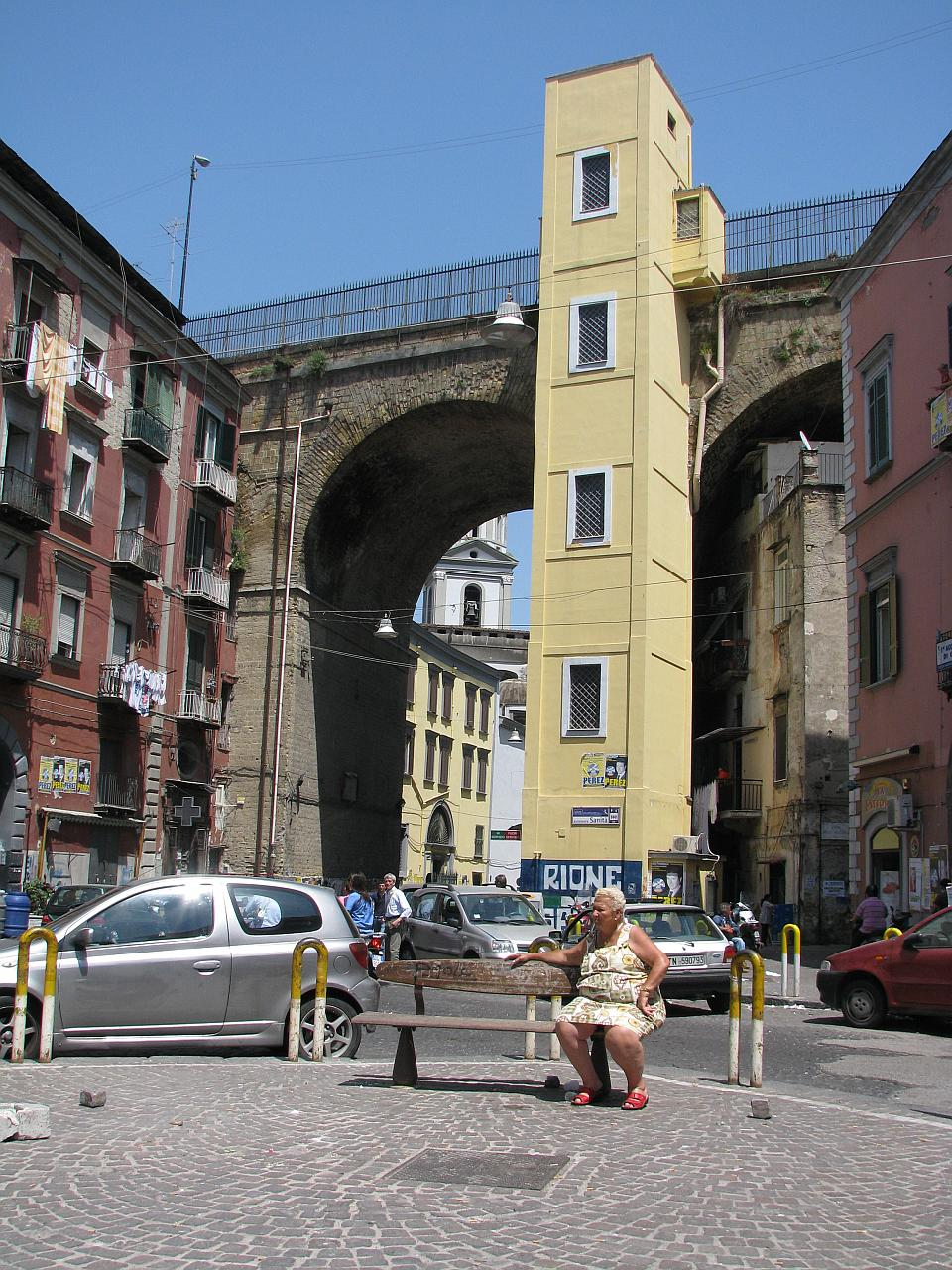
L'ascenseur